# أيمن عبد الأمير
أيمن عبد الأمير خليل إبراهيم (ولد في 16 أبريل 1995 في المنامة، البحرين) لاعب كرة قدم بحريني يجيد اللعب في مركز الوسط المحوري. يلعب حاليا لصالح النجمة الذي ينافس في الدوري البحريني الممتاز منذ 2021.